# Ataun
Ataun è un comune spagnolo di 1 557 abitanti situato nella comunità autonoma dei Paesi Baschi.
Tra i nati a Ataun, attualmente i più conosciuti sono il capitano Jon Olano e l'antropologo José Miguel de Barandiarán Ayerbe.